# 구강외과

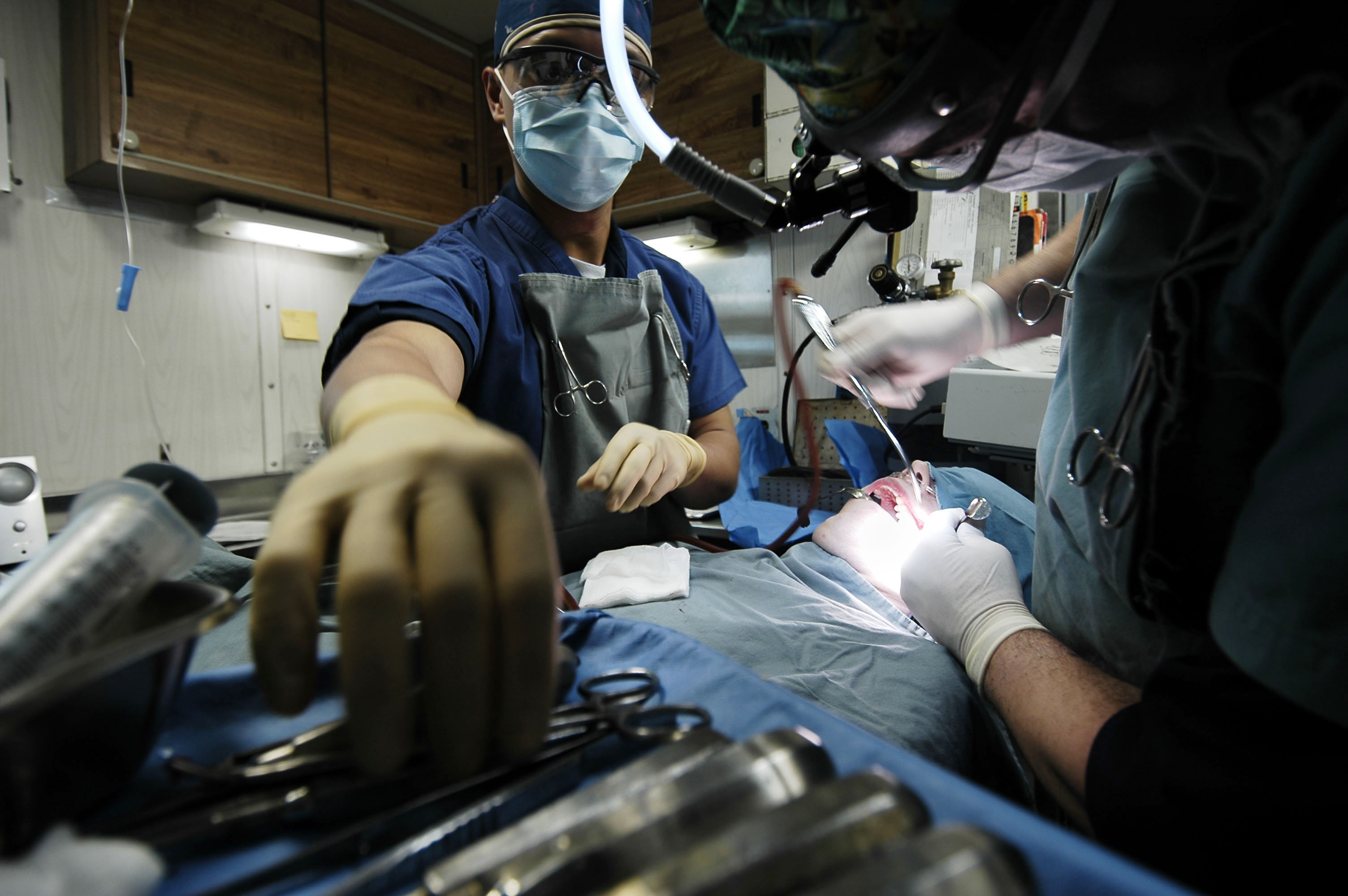

구강외과(口腔外科, Oral and maxillofacial surgery)는 얼굴, 머리, 목, 입, 턱, 그리고 성형수술에 집중하는 외과이다. 정식명칭은 구강악안면외과(口腔顎顔面外科)이다. 다양한 수술적 및 비수술적 치료로 환자의 문제를 해결한다. 

## 주요 치료
1. 치과 임플란트: 치아가 상실된 부위에 인공 치아 뿌리를 식립하여 기능과 심미성을 회복시킨다.
2. 악안면 재건 수술: 외상, 종양, 선천적 결손 등으로 인한 안면 변형을 교정하고 재건한다.
3. 턱교정 수술: 치아 및 턱의 부정 교합을 교정하여 정상적인 기능을 회복하고, 심미성을 개선한다.
4. 악성 (암) 및 양성 종양 제거: 구강 및 악안면 부위에 발생하는 종양을 제거하고, 필요시 재건 수술을 시행한다.
5. 악안면(턱얼굴)성형
6. 안면 통증 및 턱관절 장애 치료: 안면 통증 및 턱관절 문제를 진단하고 치료한다.
7. 구강 점막 질환: 구강 내 점막에 발생하는 다양한 질환을 진단하고 치료한다.

## 규제
구강악안면외과(Oral and Maxillofacial Surgery)는 국제적으로 인식되는 외과이다. 구강악안면외과는 공식적으로 의료 전문 분야의 하나로 할당되어 있다.

## 같이 보기
- 성형외과
- 양악 수술
- 구강병리학
- 두경부암
- 구강암
- 덴탈임플란트
- 마취
- 턱관절 장애
- 보툴리눔 독소
- 쌍꺼풀 수술
- 구강내과
- 이비인후과
- 성형외과
- 안과